# I'm Not Okay (I Promise)
"I'm Not Okay (I Promise)"는 마이 케미컬 로맨스의 2번째 정규 음반 《Three Cheers for Sweet Revenge》에서 발매한 두 번째 싱글 음반이며 5번째 트랙이다. 이 싱글 음반에 대해 대개 밴드의 첫 번째 싱글이라고 잘못 알고 있으나 밴드의 6번째 싱글 음반이다. 미국 빌보드 100 차트에서 86위, 영국 싱글 차트에서 19위를 기록하였으며 이 노래로 인해 밴드의 많은 팬들을 늘리는 데 성공하였으며 인기로 인해 2005년 1월, 재발매하였다. 또한 EA의 게임 《Burnout 3: Takedown》에 수록되었다. 또한 밴드의 DVD 음반 《Life on the Murder Scene》의 내부 커버에서 싱글 음반의 커버 그림의 라이브 액션 버전을 볼 수 있다.
또한 이 노래의 원래 제목은 "I Promise It's The Last Time" 이었으며 싱글 음반은 RIAA에게서 골드 인증을 받았다.

## 수록곡
버전 1 (프로모션 CD)
1. "I'm Not Okay (I Promise)" (radio edit) – 3:16

버전 2 (오스트레일리아 발매 CD)
1. "I'm Not Okay (I Promise)" – 3:09
2. "Bury Me in Black" (demo) – 2:39
3. "You Know What They Do to Guys Like Us in Prison" (BBC 라디오 1 룩 업 세션 라이브) – 2:51

버전 3 (CD)
1. "I'm Not Okay (I Promise)" – 3:09
2. "Bury Me in Black" (demo) – 2:37
3. "You Know What They Do to Guys Like Us in Prison" (BBC 라디오 1 룩 업 세션 라이브) – 2:51
4. "I'm Not Okay (I Promise)" (MTV $2 Bill 라이브) – 3:24

버전 4 (재발매판 CD)
1. "I'm Not Okay (I Promise)" – 3:07
2. "You Know What They Do to Guys Like Us in Prison" (BBC 라디오 1 룩 업 세션 라이브) – 2:51

버전 5 (재발매판 CD)
1. "I'm Not Okay (I Promise)" – 3:09
2. "You Know What They Do to Guys Like Us in Prison" (BBC 라디오 1 룩 업 세션 라이브) – 2:51
3. "I'm Not Okay (I Promise)" (MTV $2 Bill 라이브) – 3:24

버전 6 (디지털 다운로드)
1. "I'm Not Okay (I Promise)" – 3:09
2. "You Know What They Do to Guys Like Us in Prison" (BBC 라디오 1 룩 업 세션 라이브) – 2:51

## 뮤직 비디오
이 노래의 "올드 스쿨" 버전 뮤직 비디오는 뉴저지주에서의 밴드의 투어를 포함한 일상을 그렸다. 라파엘라 몬프라디니, 그레그 카플랜이 제작을 맡았으며 또한 형제인 베이시스트 마이키 웨이와 리드 싱어 제라드 웨이의 어렸을 때와 10대 때 사진을 볼 수 있다.
다른 버전 중 하나인 "프렙 스쿨" 버전 뮤직 비디오는 가짜 영화 트레일러로 시작해 허구적인 미국 고등학교 생활을 그리고 있다. 밴드는 바보같이 소외된 집단으로 여러 차례 다른 집단인 학교 운동선수들에게 괴롭힘에 지친 모습으로 나온다. 밴드 멤버들은 마침내 학교 운동선수들과의 복도에서 밴드는 크로켓 망치로, 학교 운동선수들은 라크로스와 하키 기어로 무장한 채 최후의 싸움을 그리고 있다. 마크 웨브가 감독했으며 일부 부분을 캘리포니아주 로스앤젤레스에 있는 로얄라 고등학교에서 촬영했으며 특별한 점은 현재 드러머인 밥 브라이어가 출연하는데 이때 공식적으로 밴드에 합류한 것처럼 보였으나 아니었다. 아마도 이때 보는 사람에게 밴드의 새로운 멤버라고 생각하지 않기 위해 뮤직 비디오에서 제라드 웨이가 여러 차례 밥 브라이어의 얼굴을 가리는데 또한 다른 멤버와 함께 고등학교 장면과 마지막 크레딧에서 나오지 않는다.
이 버전의 뮤직비디오는 록 전문 TV 방송인 퓨즈 TV의 《25 Greatest Videos Countdown》에서 그린 데이의 "Basket Case", 너바나의 "Smells Like Teen Spirit"와 함께 1위에 선정되었다.